# Pseudolycoriella bispina
Pseudolycoriella bispina är en tvåvingeart som beskrevs av Werner Mohrig 1999. Pseudolycoriella bispina ingår i släktet Pseudolycoriella och familjen sorgmyggor. Inga underarter finns listade i Catalogue of Life.